# Source (herní engine)
Source je 3D engine od společnosti Valve Software.
Byl vytvořen v roce 2004 pro hru Half-Life 2 a její módy (Counter-Strike: Source, Half-Life: Source apod.). Jako základ posloužil předchozí engine GoldSrc ze hry Half-Life, který byl sám o sobě silně upravenou verzí enginu hry Quake. Od té doby je upravován a jsou do něho přidávány další speciální efekty, které ve svém počátku neuměl (High Dynamic Range, antialiasing).

## Hry využívající Source Engine
Hry od Valve:
- Half-Life: Source (původní Half-Life převedený na Source Engine) (2004)
- Half-Life 2 (2004)
- Half-Life 2: Deathmatch (2004)
- Counter-Strike: Source (2004)
- Half-Life 2: Lost Coast (2005)
- Half-Life Deathmatch: Source (2006)
- Half-Life 2: Episode One (2006)
- Team Fortress 2 (2007)
- Portal (2007)
- Half-Life 2: Episode Two (2007)
- Left 4 Dead (2008)
- Left 4 Dead 2 (2009)
- Alien Swarm (2010)
- Day of Defeat: Source (2010)
- Portal 2 (2011)
- Counter-Strike: Global Offensive (2012, v roce 2023 převedena na Source Engine 2 pod jménem Counter-Strike 2)
- Dota 2 (2013, v roce 2015 převedena na Source Engine 2)

Hry od jiných tvůrců:
- Vampire: The Masquerade - Bloodlines (2004)
- Garry's Mod (2006)
- Dark Messiah of Might and Magic (2006)
- SiN Episodes (2006)
- The Ship (2006)
- Dystopia (2007)
- Insurgency: Modern Infrantry Combat (2007)
- Zeno Clash (2009)
- NeoTokyo (2009)
- Bloody Good Time (2010)
- Dino D-Day (2011)
- E.Y.E.: Divine Cybermancy (2011)
- No More Room in Hell (2011)
- Nuclear Dawn (2011)
- Postal III (2011)
- Vindictus (2011 pro Evropu)
- Black Mesa (2012)
- Dear Esther (2012)
- Fistful of Frags (2013)
- The Stanley Parable (2013)
- Tactical Intervertion (2013)
- Blade Symphony (2014)
- Consortium (2014)
- Contagion (2014)
- Titanfall (2014)
- Portal Stories: Mel (2015)
- The Beginner's Guide (2015)
- Titanfall 2 (2016)
- INFRA (2016)
- Apex Legends (2019)
- The Stanley Parable: Ultra Deluxe (2022)